# Anton Pröbstl
Anton Pröbstl (* 13. Oktober 1872 in Rottenbuch; † 14. Dezember 1957 in Hohenpeißenberg) war Sozialdemokrat und bayerischer Landtagsabgeordneter. Vor und nach der nationalsozialistischen Herrschaft fungierte er als Bürgermeister der oberbayerischen Bergbaugemeinde Hohenpeißenberg.

## Wurzeln
Anton Pröbstl entstammt einer alten Hohenpeißenberger Familie, deren Wirken im Herzen des Pfaffenwinkels seit Mitte des 15. Jahrhunderts nachzuweisen ist. Sein Großvater Andreas Pröbstl verließ 1851 sein Heimatdorf und heiratete in eine Bauernfamilie in der nahegelegenen Gemeinde Rottenbuch ein.
Anton Pröbstl absolvierte von 1878 bis 1885 die Volksschule in Rottenbuch und verdingte sich nach Schulabschluss bis November 1892 als Dienstknecht in der Landwirtschaft. Von November 1892 bis September 1894 leistete er seinen Militärdienst beim Königlich Bayerischen 1. Fußartillerie-Regiment in Neu-Ulm ab. 1895 kehrte Anton Pröbstl nach Hohenpeißenberg zurück, kam bei Verwandten unter und fuhr als Bergmann in die staatliche Unterbaugrube in Hohenpeißenberg ein. Im Juli 1897 heiratete der junge Bergarbeiter Katharina Schmid aus Marnbach.

## Wirken im Kaiserreich und Weimarer Republik
Als junger Aktivist avancierte der Ungelernte in den kommenden Jahren zum wichtigsten Protagonisten der sozialdemokratisch und gewerkschaftlich orientierten Arbeiterbewegung in Hohenpeißenberg und bestimmte deren Orientierung und deren Handeln maßgeblich mit. Bei allen Neugründungen der Arbeiterkultur- und Selbsthilfeorganisationen in der knapp 1.000 Einwohner zählenden Gemeinde war Pröbstl an entscheidender Stelle beteiligt. Sein genauer Eintritt in die Sozialdemokratische Partei Deutschlands bleibt unklar. Den Vorsitz seines Ortsvereins übernahm er 1910. 1912 wählten ihn die männlichen Stimmbürger in das Gemeindeparlament. Die Demokratisierung des bayerischen Kommunalwahlrechts – Bayern hatte 1908 in Gemeinden unter 4.000 Einwohnern das Verhältniswahlrecht eingeführt – begünstigte den demokratischen Wahlentscheid.
Für die Bergarbeiterkommune ähnlich prägend: Pröbstls Engagement in der „freien“ Gewerkschaftsbewegung, die in Bayern besonders stark mit der christlichen Gewerkschaftskonkurrenz zu kämpfen hatte. Die Gründung der Zahlstelle Peißenberg/Hetten des „Verbandes Deutscher Berg- und Hüttenarbeiter“ erfolgte am 23. Dezember 1899. Die Gründungsmitglieder wählten Anton Pröbstl zum Kassierer.
Der sogenannte „Alte Verband“, der mehrfach den Namen wechselte, strebte die Vergesellschaftung der Kohlezechen an und war der lokalen Zechenleitung ein besonderer Dorn im Auge. Mehrfach warnte die Zechenleitung neuankommende Bergleute vor dem sozialistischen Agitator Anton Pröbstl. Angebote der Zechenleitung als „Aufsichtsperson“ aufzusteigen lehnte er rundweg ab. Rückgrat der freigewerkschaftlichen Dominanz im Peißenberger/Hohenpeißenberger Pechkohlerevier bildeten die Erfolge bei den Knappschaftswahlen, die für die Gesundheitsfürsorge und Krankenversicherung der Bergarbeiter zentrale Bedeutung hatten. Neben seiner Funktion als „Knappschaftsältester“ hatte Pröbstl Funktionen als Betriebsrat und Sicherheitsbeauftragter inne.
Weitere Gründungsaktivitäten Pröbstls: 1903 Gründung der Ortsgruppe des Arbeiter-Radfahrerbundes Solidarität; 1908: Gründung einer Ortsgruppe des Deutschen Arbeitersängerbundes; 1913: Gründung einer Ortsgruppe des Arbeiter-Turn- und Sportbundes. Der junge Aktivist war damit an der lokalen Gründung der größten Arbeiterkulturorganisationen beteiligt, die bewusst eine Konkurrenz zu den bürgerlichen Kulturorganisationen bildeten und lokal den Rückhalt für die außergewöhnliche sozialdemokratische Dominanz in einer oberbayerischen Kommune sicherten.
Der Aufbau von Selbsthilfeorganisationen der Arbeiterbewegung endete für Pröbstl jäh im August 1914. Gleich zu Kriegsbeginn eingezogen, diente der Bergmann bis Februar 1915 als Soldat, ehe er als „kriegswichtiger“ Bergmann wieder in seine alte Zeche einfahren konnte.
Bei den ersten nachrevolutionären bayerischen Landtagswahlen am 12. Januar 1919 stellte die SPD den Hohenpeißenberger Vorsitzenden im Stimmkreis Landsberg als Kandidaten auf. Pröbstl verfehlte ein Direktmandat, zog dennoch in den Landtag ein. Seinen Parlamentssitz verdankte der Oberbayer einer Besonderheit des komplizierten – aber sehr gerechten – Wahlrechts. Ein kleiner Teil der Abgeordneten (15 von 180) wurde über sogenannte Stimmreste ermittelt. Diese Parlamentarier hießen offiziell Landesabgeordnete. Über die exakte Vergabe an unterlegene Landtagsbewerber entschieden allein die Parteien. Mit der parteiinternen Vergabe des Mandates an Pröbstl suchte die bayerische Sozialdemokratie offensichtlich der gärenden Stimmung im oberbayerischen Bergbaurevier entgegenzukommen.
In seiner einzigen Landtagsrede stritt Pröbstl für bessere Landeszuschüsse zu den Knappschaftspensionen und unterstützte konstruktiv den Zusammenschluss der zersplitterten bayerischen Knappschaftsvereine. Seine Mitarbeit im Landtagsausschuss für „Sozialisierung und sonstige wirtschaftliche Fragen“ blieb weitgehend folgenlos. Mit Pröbstls Stimme verabschiedete am 12. August 1919 der vor der Münchner Räterepublik nach Bamberg „geflohene“ Landtag die erste demokratische bayerische Verfassung („Bamberger Verfassung“).
Die erste Landtagswahl nach der neuen bayerischen Verfassung am 6. Juni 1920 hatte für die Sozialdemokratie verheerende Konsequenzen. Sie büßte die Hälfte ihrer Stimmenanteile ein und kam nur noch auf 16,5 % der abgegebenen Stimmen. Auch Anton Pröbstl büßte sein Landtagsmandat ein und konzentrierte sich künftig auf die Kommunalpolitik.
Die Gründung der „Baugenossenschaft bayr. Rigi Hohenpeißenberg“ am 1. Juni 1919 brachte Pröbstl noch als Landtagsabgeordneter mit auf den Weg. Der Bau von Genossenschaftshäusern sollte künftig ein Markenzeichen seiner kommunalpolitischen Aktivitäten bilden. Im Dezember 1924 wählten die Hohenpeißenberger Wähler und Wählerinnen Anton Pröbstl mit großer Mehrheit zum hauptamtlichen Bürgermeister ihrer Heimatgemeinde. Das bayerische Kommunalwahlrecht sah für Gemeinden unter 3.000 Einwohner Direktwahl vor. Die lokale SPD  – mit ihrem Aushängeschild Anton Pröbstl – verbuchte in den kommenden Jahren bei Kommunal-, Landes- und Reichstagswahlen Ergebnisse, die knapp über oder unter 50 % lagen. Für Oberbayern waren diese Wahlergebnisse völlig atypisch; verglichen mit den 26 Kommunen des Bezirks Schongau erreichte Pröbstls Partei regelrechte „Traumergebnisse“. So votierten bei den Reichstagswahlen im Mai 1928 463 Bürgerinnen und Bürger bei 895 abgegebenen Stimmen für die Sozialdemokratie.
Ohne Frage: Das spezielle Wahlergebnis in Hohenpeißenberg war der spezifischen Sozialstruktur in Pröbstls Heimatgemeinde geschuldet. Dennoch: Im Gegensatz zu den anderen oberbayerischen Bergbaukommunen, in denen die KPD unter den Arbeiterparteien in der schweren Wirtschaftskrise seit 1929 die Oberhand gewann, hielten sich die Verluste der Sozialdemokratie in Grenzen. Die SPD-Dominanz hatte etwas mit der Rekrutierung der lokalen Bergarbeiterschaft zu tun. Im Gegensatz zum nahegelegenen Penzberg, wo „Zugereiste“ unter den Bergarbeiter die Mehrheit bildeten, dominierten in Hohenpeißenberg jüngere Söhne aus bäuerlichem Milieu das Gewerbe. Sie hingen eher einer gemäßigten Spielart des Sozialismus an. Anton Pröbstl war der typische Protagonist dieser Strömung. So kam für den bekennenden Katholiken ein Kirchenaustritt nie in Frage.
Welche kommunalpolitischen Leistungen Pröbstls gilt es herauszustreichen? Die Heimatliteratur bucht zwei bemerkenswerte Projekte auf sein „Habenkonto“. Seinem Engagement verdankte die Kommune den Bau eines neuen Rathauses. Pröbstl steuerte den Bau als Mitglied des lokalen Bauausschusses. Zum anderen förderte der Bürgermeister den Bau einer Turnhalle für die lokale Arbeitersportbewegung, wobei er per Privatkredit diesen Bau erst möglich machte.
Zum Ende der Weimarer Republik gewann Anton Pröbstl weitere kommunalpolitische Mandate hinzu. Bei den Wahlen zum neuen Bezirkstag Schongau (dem späteren Kreistag) entfielen im Frühjahr 1928 auf den Wahlvorschlag der SPD mehr Stimmen als Bewerber nominiert waren. Eines der beiden Zusatzmandate teilte die Partei dem Hohenpeißenberger Bürgermeister zu. Er gehörte damit zum Kreis der 28 Bezirkstagsmitglieder. Das Gremium nominierte Pröbstl im September 1932 auf die nächste Ebene kommunaler Selbstverwaltung, den sogenannten oberbayerischen Kreistag. Aufgabe des Gremiums: Schaffung eines Finanzausgleiches zwischen den finanziell stark belasteten Bezirken.

## Nationalsozialistische Herrschaft und demokratischer Wiederbeginn
Pröbstls Heimatgemeinde blieb gegen die aufsteigende nazistische Ideologie weitgehend immun. Selbst bei den Wahlen nach der nationalsozialistischen Machteroberung am 5. März 1933 votierten nur 179 Bürger und Bürgerinnen bei 1150 abgegebenen Stimmen für die Nazi-Partei. Pröbstls Partei musterte in Zeiten schwerer Verfolgung noch 417 Stimmen; die KPD erzielte 179 Stimmen. Das Ergebnis stand in Bayern nahezu einmalig da.
Ende März 1933 kündigte der „kommissarische Staatsminister des Innern“ an, alle berufsmäßigen Bürgermeister der Arbeiterparteien seien sofort zu entlassen. Anton Pröbstl wurde verhaftet und kurzfristig im KZ Dachau in Schutzhaft genommen.
Nach dem Verbot der SPD  wurden im Juli 1933 alle ihre kommunalen Mandate, Ehrenämter, Ausschutzsitze etc., die auf der Basis von Wahlvorschlägen der SPD besetzt wurden, für unwirksam erklärt. Anton Pröbstl verlor damit seine letzten demokratischen Mandate.
Hart traf Pröbstl die Besetzung und Enteignung der Turnhalle der lokalen Arbeitersportbewegung (Freie Turner). Er hatte nahezu seine kompletten Ersparnisse als Privatkredit zur Finanzierung des Unternehmens bereitgestellt und berechtigt auf eine Zurückzahlung des Kredites gebaut. 1934 übergaben die neuen Machthaber die Halle an das Land Bayern, das seinerseits die Immobilie der Gemeinde Hohenpeißenberg überließ. In mehreren Prozessen versuchte der abgesetzte Bürgermeister auf juristischem Wege mutig Entschädigungsansprüche gegenüber dem Land Bayern geltend zu machen. 1939 entschied ein Gericht letztinstanzlich. Als „Führer der staatsfeindlichen marxistischen Sozialdemokratie“ habe Pröbstl keinen Anspruch auf irgendwelche Restitutionen.
Die amerikanische Siegermacht setzte seit Mai 1945 mit Vorliebe in ihrer Besatzungszone bekannte Antifaschisten als Bürgermeister ein, die sich als aufrechte Demokraten in der Zeit vor 1933 einen Namen gemacht hatten. In Hohenpeißenberg ernannte sie den zweiundsiebzigjährigen Ex-Bürgermeister zum Chef der Verwaltung. Pröbstl selbst beteiligte sich am 26. Dezember 1945 in seiner Heimatgemeinde an der lokalen Wiedergründung der SPD. 1946 stellte sich Pröbstl nochmals zur Direktwahl und wurde mit großer Mehrheit zum ersten demokratischen Nachkriegsbürgermeister gewählt. 1948 verzichtete er aus Altersgründen auf eine weitere Kandidatur.
1952 zum 80. Geburtstag ernannte die Gemeinde ihren Altbürgermeister zum Ehrenbürger. Pröbstl genoss über alle Parteigrenzen hinweg hohes Ansehen. Noch 1985 erinnerte sich der bayerische CSU-Ministerpräsident Franz Josef Strauß wohlwollend an „…bedeutende Persönlichkeiten, die die SPD in diesem Landkreis hatte, an Bürgermeister Pröbstl aus Hohenpeißenberg, einen alten Recken…“ Anton Pröbstl verstarb am 14. Dezember 1957 in Hohenpeißenberg. Heute erinnert eine Straße in seiner Heimatgemeinde an den Ehrenbürger.